# Stitches (canção)
Stitches é uma canção gravada pelo cantor e compositor luso-canadense Shawn Mendes, a canção está presente em seu primeiro álbum de estúdio, Handwritten (2015). Inicialmente ficar lançada no iTunes pela Island Records em 16 de março de 2015, como a terceira faixa exclusiva da pré-venda e posteriormente foi enviada as rádios pela Republic Records em 5 de maio de 2015, como terceiro single oficial do álbum. "Stitches" foi a primeira música de Shawn a entrar na Billboard Airplay Chart, debutou na posição de número 36 na Mainstream Top 40 chart em junho de 2015, tempos depois subiu para a primeira posição. Também foi a primeira canção de Mendes a entrar no top 10 da Billboard Hot 100, número quatro. Entrou no top 10 da Canadian Hot 100 e chegou ao primeiro lugar no Reino Unido e na Alemanha, a canção chegou também no top 5 da Irlanda, Austrália e Nova Zelândia.

## Antecedentes
"Stitches "é o quarto maior single gravado por Shawn Mendes depois de ter assinado com a Island Records, o primeiro foi Life of the Party em 2014. A canção foi composta em B♭ menor, com um tempo de 150 batimentos por minuto e um  tempo de 4/4. Os vocais de Mendes medem uma oitava e meia, do C#3 ao G#4 belt após a ponte que continua no coro. Foi escrita e produzido por Danny Parker, Teddy Geiger e Daniel Kyriakides, e gravado por Mendes em 2014. Depois disso, foi inicialmente lançado no iTunes pela Island Records em 16 de março de 2015 como a terceira faixa na pré-venda exclusiva do álbum, Handwritten, posteriormente atendido pela Republic Records em 5 de maio de 2015 como o terceiro single oficial do álbum.
Um dos vídeos musicais acontece em uma garagem onde Mendes é repetidamente derrubado por uma força emocional invisível.

## Vídeo clipe
O primeiro videoclipe para "Stitches" foi dirigido por Jon Jon Augustavo e estreou na Vevo em 18 de março de 2015, após o lançamento da música para as lojas digitais. Ele apresenta a mesma atriz, Ivy Matheson, que aparece em seus vídeos para "Never Be Alone" e "Life of the Party" e é a terceira parcela da série de vídeos do Handwritten.
Mendes finalmente anunciou um novo vídeo para a música em sua conta no Instagram, o qual estreiou em 24 de junho de 2015. O clipe começa com Mendes dirigindo seu carro em um estacionamento abandonado onde ele sai e começa a cantar os versos da canção. Uma força invisível ou um fantasma começa a derrubando-lo de várias maneiras. À medida que a música continua, a força ou o fantasma fica mais vicioso e bate a cabeça dele na janela do carro. Mendes recupera a força e corre através do estacionamento, mas a força ou fantasma bate seu corpo em uma parede onde ele vai para um banheiro para lavar o seu rosto machucado, mas depois de enxaguar ele acha que ele voltou ao normal.
Em julho de 2015 um video em versão acústica foi lançada junto de Hailee Steinfeld.

## Performances ao vivo
Mendes apareceu no Good Morning America em 17 de abril de 2015 para promover o então recém-lançado álbum e cantou "Stitches". Em 29 de abril de 2015, ele cantou a música ao vivo, no The Ellen DeGeneres Show e no Conan como o convidado musical de um dos episódios.  Em 21 de junho de 2015, ele executou a música no MuchMusic Video Awards de 2015. Mendes cantou "Stitches" novamente no Prêmio People's Choice Awards de 2016, seguido por uma performance de "I Know What You Did Last Summer" com Camila Cabello. Também foi realizado uma performance no Jonathan Ross Show. Mendes realizou uma performance da faixa na final do The Voice UK em 9 de abril de 2016.

## Remix
A canção foi remixada pela dupla norueguesa SeeB. A faixa foi lançada como "Stitches (SeeB Remix)" em 16 de outubro de 2015 na Island Records, uma divisão da UMG Recordings, Inc.